# Santiago Papasquiaro
Santiago Papasquiaro là một đô thị thuộc bang Durango, México. Năm 2005, dân số của đô thị này là 41539 người.